# Sehlem
Sehlem là một đô thị ở huyện Bernkastel-Wittlich, trong bang Rheinland-Pfalz, Đô thị Sehlem có diện tích 11,25 km², dân số thời điểm ngày 31 tháng 12 năm 2006 là 900 người.